# اچ‌ام‌اس دوور (۱۶۵۴)
اچ‌ام‌اس دوور (۱۶۵۴) (به انگلیسی: HMS Dover (1654)) یک کشتی است.